# 環喬治亞航空客機遇襲事件
環喬治亞航空客機遇襲事件（1993 Sukhumi airliner attacks）發生於1993年9月20日至23日，在1992-1993年阿布哈茲戰爭期間，阿布哈茲分離主義者在阿布哈茲戰爭中封鎖了喬治亞軍隊的陸上補給路線。喬治亞政府使用蘇呼米—巴布沙拉機場（Sukhumi Babushara Airport）向駐紮在蘇呼米的軍隊運送物資。阿布哈茲軍隊襲擊了機場，試圖進一步封鎖補給路線。
在機場被圍困期間，Transair Georgia和Orbi Georgian Airways旗下的五架民航客機遭到蘇呼米分離主義分子發射的飛彈擊中，造成 136人死亡。

## 9月21日
一架Transair Georgia圖-134A-3（製造於1975年，註冊號65893，工廠編號5340120）從索契國際機場飛往蘇呼米。
機組人員包括機長格拉斯·格奧爾基耶維奇·塔布耶夫、副機長奧塔爾·格里戈里耶維奇·申格利亞、領航員謝爾蓋·亞歷山德羅維奇·沙阿、飛行工程師弗拉基米爾·瓦西里耶維奇·納扎爾科以及兩名空服員；Ketevan Shalvovna Kvaratsheliya和Olga MikhailovnaMorgunova。22名乘客主要由記者組成。 
16:25，飛機在接近蘇呼米—巴布沙拉機場時，在980英尺（300公尺）的高度被一枚箭2型地對空飛彈擊中。這枚導彈是從一艘由托里·阿赫巴指揮的阿布哈茲船上發射的。最終飛機墜毀在黑海，造成5名機組人員和22名乘客全部罹難。其他消息來源稱，機上有28人（6名機組人員和22名乘客）。

## 9月22日
一架Orbi Georgian Airways圖-154B（製造於1976年，註冊號為85163，工廠編號為76A163）從提比里斯起飛，載有平民和內部安全部隊，在接近蘇呼米-巴布沙拉機場時，被阿布哈茲士兵布拉特·阿馬耶夫從空艇上發射一枚導彈擊中。飛機在機場跑道上緊急降落；隨後發生的火災導致機上132名乘客和機組人員中的108人喪生 ，使該事件成為喬治亞歷史上傷亡最慘重的空難。喬治亞媒體聲稱該航班上載有難民，但沒有事實證據支持這些說法。